# Comuna Cernîș, Cernihiv
Cernîș (în ucraineană Черниш) este o comună în raionul Cernihiv, regiunea Cernihiv, Ucraina, formată din satele Cernîș (reședința) și Klocikiv.

## Demografie
Componența lingvistică a comunei Cernîș
     Ucraineană (98,06%)
     Rusă (1,84%)
     Alte limbi (0,1%)
Conform recensământului din 2001, majoritatea populației comunei Cernîș era vorbitoare de ucraineană (98,06%), existând în minoritate și vorbitori de rusă (1,84%).